# Olabisi Ugbebor
Olabisi Oreofe Ugbebor (nhũ danh Grace Olabisi Falode, sinh ngày 29 tháng 1 năm 1951)  là nữ giáo sư đầu tiên về toán học ở Nigeria. Sinh ra ở Lagos, bà học toán tại Đại học Ibadan và sau đó tại Đại học London, nơi bà lấy bằng tiến sĩ năm 1976.

## Giáo dục và sự nghiệp học tập
Sinh ra ở Lagos, Ugbebor có trình độ học vấn trung học tại Queen's College, Lagos. Bà đã hoàn thành bằng cấp đầu tiên về Toán học của Đại học Ibadan năm 1972. Năm 1973, bà có bằng tốt nghiệp sau đại học về thống kê tại Đại học College London, trước khi hoàn thành luận án về Thuộc tính đường dẫn mẫu của Brownian Motion (1976) ở tuổi 25. Khi ở Unibadan, cô là nữ duy nhất trong lớp. Bà cũng là người phụ nữ Nigeria đầu tiên lấy bằng tiến sĩ và trở thành giáo sư toán học. Năm 2017, bà đã trở thành thành viên của Hiệp hội toán học Nigeria.

### Thành viên của xã hội đã học
* Thành viên đối ứng, Hội Toán học Luân Đôn
* Thành viên, Hội Toán học Nigeria
* Thành viên, Hiệp hội toán học Nigeria.
* Thành viên, Hiệp hội kinh tế châu Phi.
* Thành viên, Hiệp hội Thống kê và Xác suất toán học Bernoulli (1988-1992)
* Thành viên, Tổ chức Phụ nữ Khoa học Thế giới Thứ ba, Ý, 1993-nay.